# The Imperial Gazetteer of India
The Imperial Gazetteer of India (català: Gaseta Imperial de l'Índia) és una obra històrica de referència sobre l'Índia publicada per primer cop el 1881. Sir William Wilson Hunter va fer els plans originals pel llibre a partir de 1869. La primera edició es va publicar el 1881 en 9 volums; la segona va aparèixer entre 1885-1887 augmentada a 14 volums. Les "Noves edicions" de 1908, 1909 i 1931 estan formades per 4 volums enciclopèdics que tracten sobre la geografia, història, economia i l'administració de l'Índia, 20 volums alfabètics, 1 d'índex i atles.

## Edicions
La primera edició de The Imperial Gazetteer of India es va publicar el 1881 en nou volums. Una segona edició, augmentada fins a catorze volums, es va publicar entre els anys 1885–87. El 1893 va aparèixer, com un volum independent, una versió revisada de l'article sobre l'Índia, molt ampliada i amb les estadístiques posades al dia, sota el títol deL'Imperi de l'Índia: els seus pobles, història i productes.
Tots aquests volums van ser editats per Sir William Wilson Hunter, KCSI, que va dirigir el pla de treball de l'obra des de 1869.
Es van preparar una sèrie de publicacions paral·lela coneguda com a Imperial Gazetteer of India: Sèries Provincials
El llibre és parcialment disponible a internet a Digital South Asia Library.

## Autors
- Meyer, William Stevenson, Sir, 1860-1922.
- Burn, Richard, Sir, 1871-1947.
- Cotton, James Sutherland, 1847-1918.
- Risley, Sir Herbert Hope, 1851-1911.